# Bloomeria
Bloomeria is een geslacht uit de aspergefamilie. De soorten komen voor in Californië en Baja California.

## Soorten
- Bloomeria clevelandii
- Bloomeria crocea
- Bloomeria humilis